# Luiza Possi
Luiza Possi Gadelha (Rio de Janeiro, 26 de junho de 1984) é uma cantora, compositora e apresentadora brasileira.

## Biografia
Filha da também cantora Zizi Possi e do produtor musical e diretor artístico Líber Gadelha. Em 1999, Luiza foi convidada para subir ao palco e cantar uma música com a banda que estava abrindo o show do Skank no Credicard Hall, em São Paulo. O público consistia de 12 mil pessoas, e a cantora interpretou a música “O Vento”, do Jota Quest, apenas ao som do piano e de sua voz.

## Carreira

### 2002–05:Eu Sou AssimePro Mundo Levar
Em 2001 participou do Programa do Jô, exibido na TV Globo, ao lado de sua mãe, Zizi Possi, e interpretou a música "Angel", tema do filme Cidade dos Anjos. Na ocasião, Zizi divulga o disco Bossa, que possui o dueto "Haja o que Houver", primeira canção que Luiza gravou na vida. No dia seguinte recebeu convites para gravar e assinar contratos, mas Luiza decidiu assinar com a gravadora de seu pai, a Indie Records. Luiza ficou com seu pai, que na época era presidente da Indie Records; seu primeiro disco foi gravado em 2001, sob a produção de Rick Bonadio. O trabalho levou o nome de "Eu Sou Assim", e contou com o sucesso da faixa-título, tema da novela Mulheres Apaixonadas, da mesma Globo, e com "Dias Iguais", que entraram para as principais paradas musicais do país. No mesmo ano faz sua primeira turnê nacional. O álbum vendeu 200 mil cópias. Entre 2002 e 2003, Luiza apresentou o programa dominical Jovens Tardes da TV Globo, juntamente com Wanessa e outros apresentadores. Em 2004, Possi lançou o segundo álbum, intitulado Pro Mundo Levar, através da Indie Records. Este disco produziu dois hits, "Over the Rainbow" e "Tudo Que Há de Bom".

### 2006–11:EscutaeBons Ventos sempre Chegam

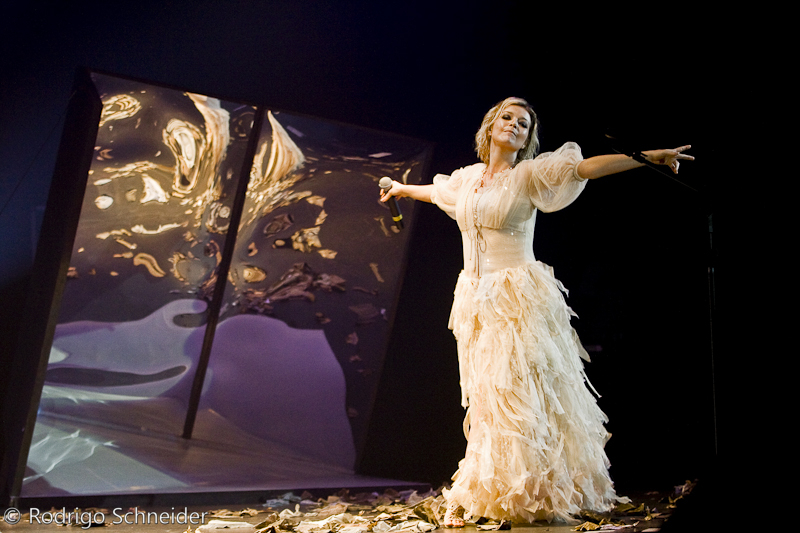
Luiza se apresenta no Rio de Janeiro em 2009.

Em 2006 Luiza decidiu mudar os rumos de sua carreira e deixar a música pop para focar na MPB, assinando contrato com a LGK Music, com distribuição da gravadora Som Livre. No mesmo ano, Luiza lançou o CD Escuta, centrado no tema do amor e aclamado pela crítica, e considerado seu melhor trabalho lançado. Teve os hits "Escuta" e "Seu Nome", este último sendo a música mais tocada de 2006 e 2007 nas rádios de MPB do país. No mesmo ano Luiza iniciou a terceira turnê, Escuta Tour, com cem shows durante um ano. Em 2007 Luiza lançou o DVD baseado na turnê, gravado no Rio de Janeiro; para divulgar o DVD sua gravadora lançou um CD com quinze faixas, incluindo treze inéditas, e ajudou o DVD a se tornar um sucesso de vendas. O álbum lhe rendeu suas primeiras indicações ao Grammy Latino, o prêmio mais importante do meio musical, em três categorias: Melhor Artista Revelação, Melhor Álbum de Pop Contemporâneo Brasileiro e Melhor Álbum de Música Popular Brasileira por Escuta.
Após a divulgação do seu disco bem sucedido de 2006, voltou com seu quinto disco, mais autoral, dedicado a canções inéditas do pop e MPB, Bons Ventos Sempre Chegam. Em 2007, Luiza participou da primeira edição do reality show, Circo do Faustão do programa Domingão do Faustão, ficando em 5º lugar. Em 2009, em entrevista para a MTV Brasil Luiza anunciou um DVD da atual turnê, Bons Ventos Sempre Chegam. Em 2010, Luiza fez duas participações especiais na bancada do programa Ídolos; primeiro nas  audições em Florianópolis e depois na semana do Top 4 da quinta temporada. Em 2011, Luiza foi anunciada pela Rede Record, durante a coletiva de lançamento da temporada de 2011 do Ídolos, como jurada fixa na sexta temporada ao todo do programa, substituindo Paula Lima. Porém, Luiza ficou apenas nesta temporada, pois declarou que não concordava com alguns aspectos em relação ao investimento dado ao vencedor.

### 2012–15: Televisão eSobre Amor e o Tempo

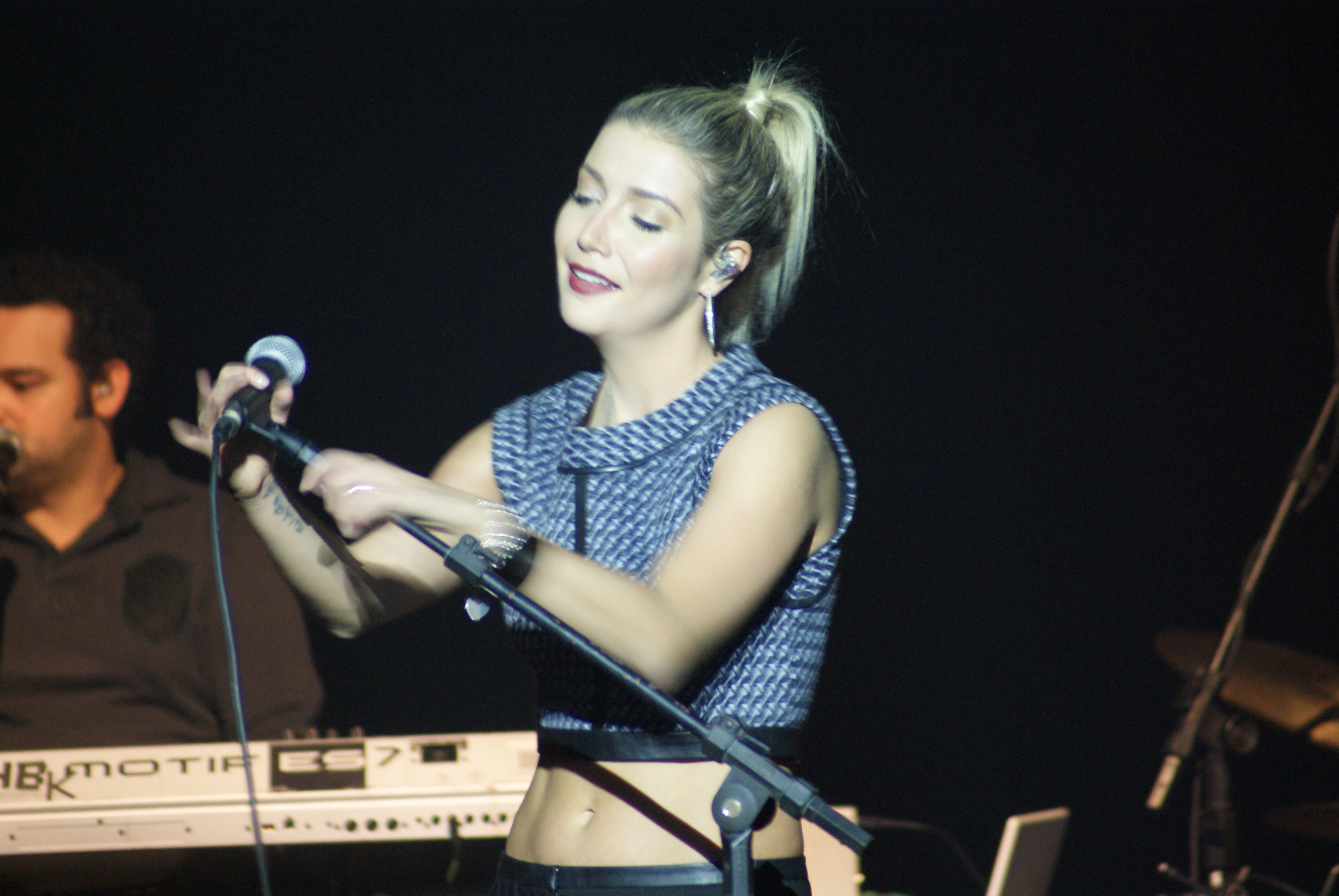
Luiza se apresentando em 2014.

Em 2012 e 2013 , a cantora foi escalada para a primeira e segunda edição do reality show The Voice Brasil, como assistente do cantor Daniel; sua função foi ensaiar os competidores. Em 2013, a cantora lançou o disco Sobre Amor e o Tempo. Produzido por Dadi, o sétimo disco da carreira de Luiza chegou às lojas com músicas de Lulu Santos, Marisa Monte, Adriana Calcanhoto, Erasmo Carlos e também de sua própria autoria, entre outros. No dia 15 de março de 2014 a cantora lançou a "Turnê Sobre Amor e o Tempo" no HSBC Brasil em São Paulo. No dia 26 de setembro de 2014 Luiza entrou para o elenco do programa televisivo Encontro com Fátima Bernardes da TV Globo como parceira. Participando dos debates dando sua opinião sobre os temas, a cada duas semanas, sempre às sextas-feiras.
Luiza também continua como mentora na 3ª temporada do reality show The Voice Brasil. Em outubro de 2014, Luiza lança o LABLP (Laboratório Luiza Possi), um canal no YouTube com vídeos inéditos todas as semanas, onde aproveita para fazer versões de diferentes estilos musicais, com músicas de outros artistas. Em 2015, a cantora é escalada para ser assistente de Michel Teló na quarta edição do reality show The Voice Brasil.

### 2016–presente:LPe novo álbum

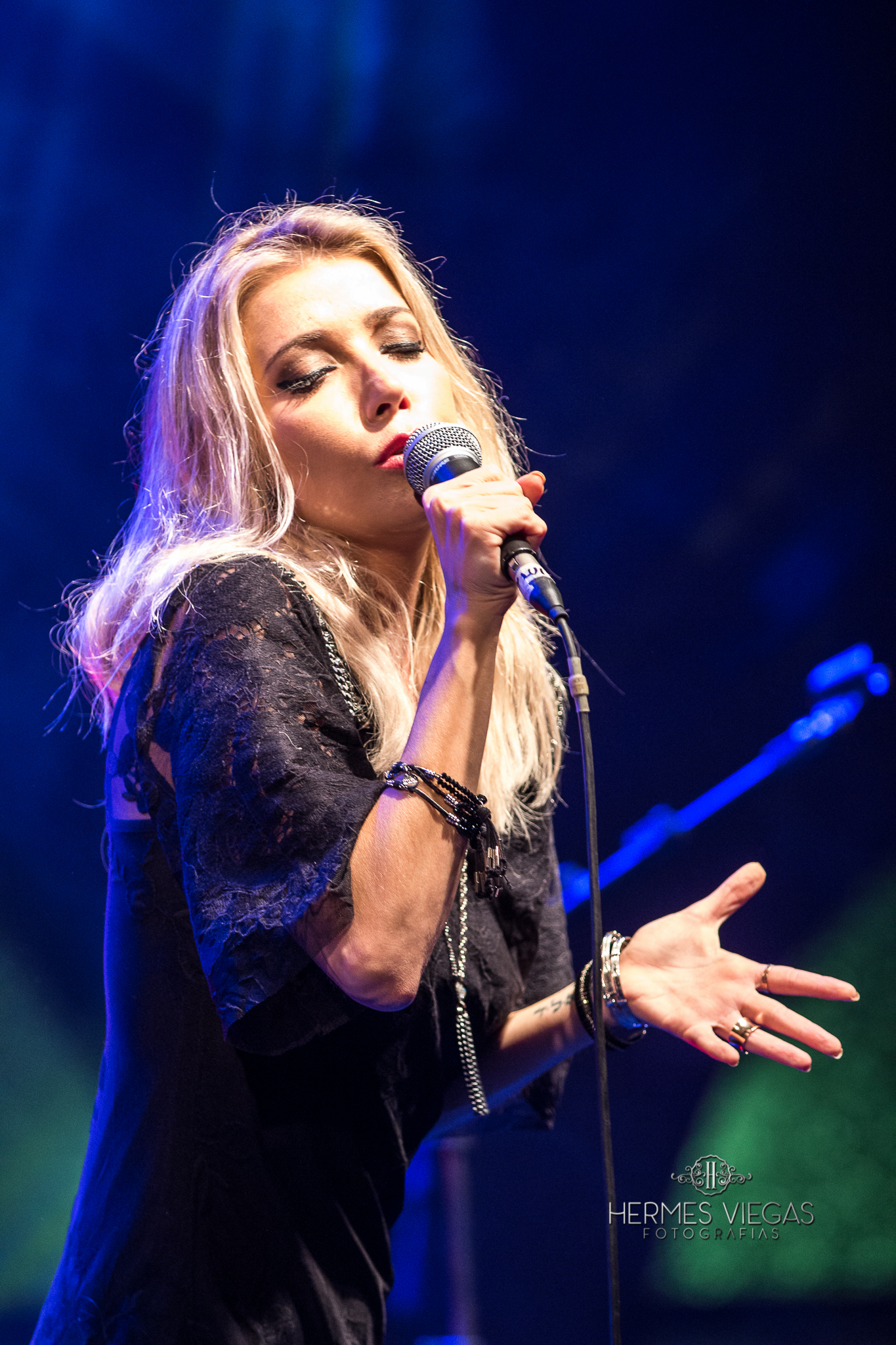
Possi ao vivo em Pelotas (2017)

Em 2016, além de lançar seu sexto disco de estúdio, LP, Luiza fez sua estreia no teatro musical, atuando em Divas. Em 2018 a música "Lembra" fez parte da trilha sonora da novela da TV Globo Orgulho e Paixão.
Em 2019, Luiza estreou (grávida) ao lado da mãe a turnê "Zizi e Luiza - O Show", 18 anos depois da gravação de "Haja o que Houver". O espetáculo, o primeiro dividido inteiramente por elas, contém canções do repertório de ambas e clássicos da MPB e continua em circulação por várias cidades brasileiras.
No mesmo ano, Luiza assinou com a Midas Music e voltou a trabalhar com Rick Bonadio, produtor do seu primeiro disco. Em agosto ela lançou o EP "Você Sorriu pra Mim", cuja canção-título, composta e interpretada com Roberta Campos, é dedicada ao seu filho.
Todas as canções do EP estão no disco ao vivo acústico ""Microfonado", lançado em março de 2020, com participações de Sérgio Britto e Vitor Kley.
No dia 13 de novembro de 2020, Luiza lançou o disco "Submersos", com 10 canções inéditas compostas e gravadas com De Maria durante a pandemia do novo coronavírus.

## Vida pessoal
Em 1999, Luiza começou a namorar o publicitário Nelson Botega, filho do apresentador Nelson Rubens. Os dois chegaram a terminar durante alguns meses em 2003, porém retornaram e seguiram juntos até a metade de 2005. Ainda em 2005  iniciou um relacionamento com o ator Pedro Neschling, com quem se casou apenas no civil em 2007 e permaneceu junto até fevereiro de 2009, quando o casamento chegou ao fim. Em 2009 Luiza teve breves relacionamentos com o cantor Jay Vaquer e o humorista Marco Luque. Em 2015 começou a namorar o diretor Thiago Teitelroit, ficando juntos apenas seis meses. Em 2016 assumiu ser bissexual.
No dia 29 de setembro de 2018, Luiza se casou com o diretor de televisão Cris Gomes, com quem começou a se relacionar em maio de 2017 quando participou do quadro Show dos Famosos, do Domingão do Faustão, dirigido por ele. No dia 29 de junho de 2019, nasceu em São Paulo, fruto do relacionamento, o primeiro filho de Luiza, Lucca.
Em 19 de abril de 2021, Luiza Possi anunciou a segunda gravidez através das redes sociais. Em outubro, nasceu seu segundo filho, Matteo.

## Discografia
Álbuns de estúdio
- Eu Sou Assim (2002)
- Pro Mundo Levar (2004)
- Escuta (2006)
- Bons Ventos sempre Chegam (2009)
- Sobre Amor e o Tempo (2013)
- LP (2016)
- Momentos (2015)
- Submersos (2020) com De Maria

Álbuns ao vivo

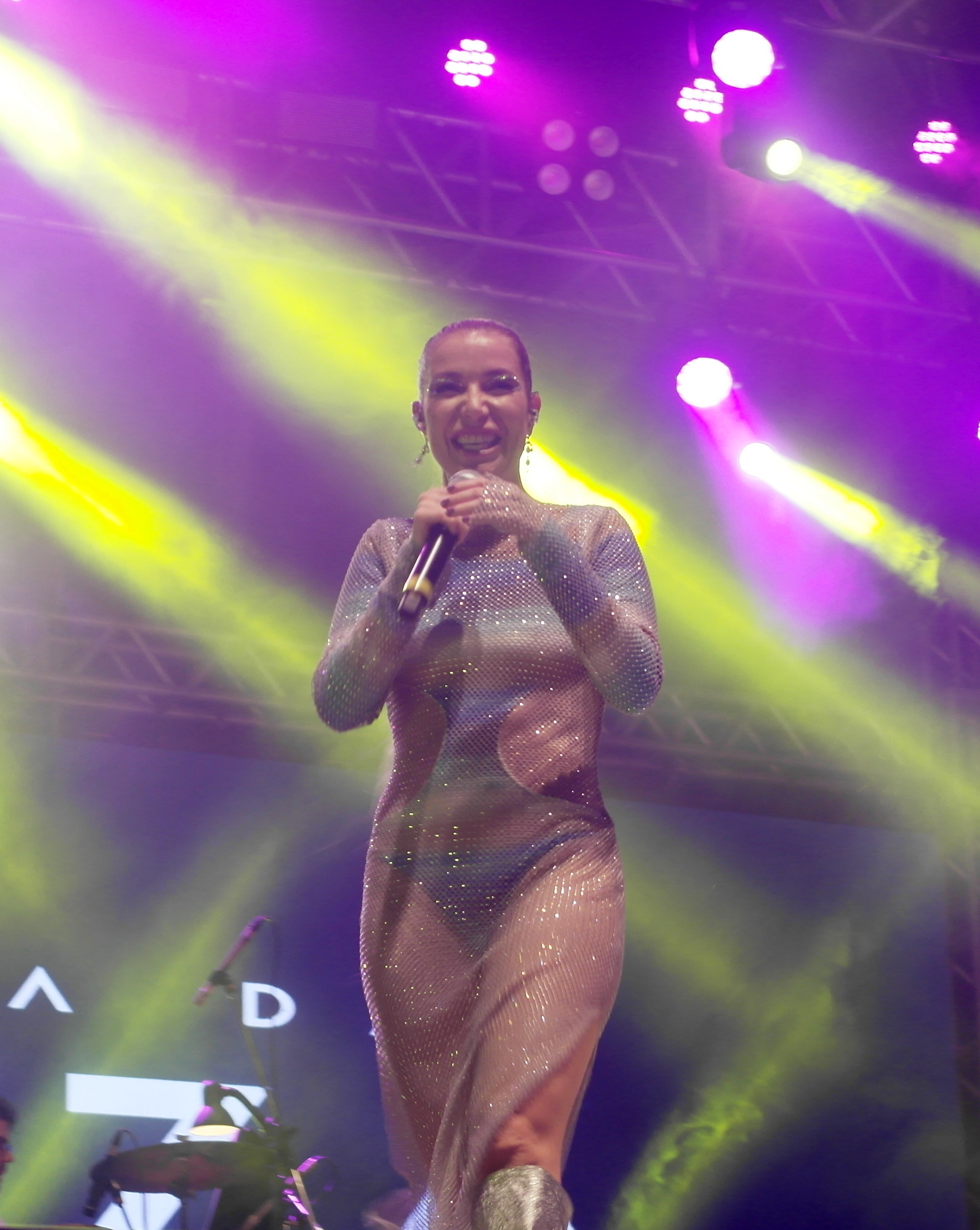
Luiza Possi ao vivo em Angra dos Reis (2023)

- A Vida é Mesmo Agora: Ao Vivo (2007)
- Seguir Cantando (2011)
- Microfonado (2020)

## Filmografia

### Televisão
| Ano     | Títiulo                       | Personagem              | Episódio/Temporada | Nota |
| ------- | ----------------------------- | ----------------------- | ------------------ | ---- |
| 2003–04 | Jovens Tardes                 | Apresentadora           |                    |      |
| 2007    | Som Brasil                    | Ela mesma               | Episódio: "Djavan" |      |
| 2007    | Circo do Faustão              | Participante (4º lugar) | Temporada 1        |      |
| 2010    | Ídolos                        | Jurada                  |                    |      |
| 2012–15 | The Voice Brasil              | Mentora assistente      |                    |      |
| 2014–15 | Encontro com Fátima Bernardes | Colunista               |                    |      |
| 2017–18 | Popstar                       | Jurada especial         |                    |      |
| 2017    | Show dos Famosos              | Participante (3º Lugar) | Temporada 1        |      |
| 2020    | Dança dos Famosos             | Participante (6º lugar) | Temporada 17       |      |
| 2024    | The Masked Singer Brasil      | Participante (4º lugar) | Temporada 4        |      |
| 2024    | Família É Tudo                | Ela mesma               |                    |      |

Luiza ainda fez participação no espetáculo de natal Palácio Avenida - A Grande História de Natal em 2020, acompanhada de sua mãe Zizi Possi.

## Turnês
Oficiais
- Turnê Eu Sou Assim (2002–04)

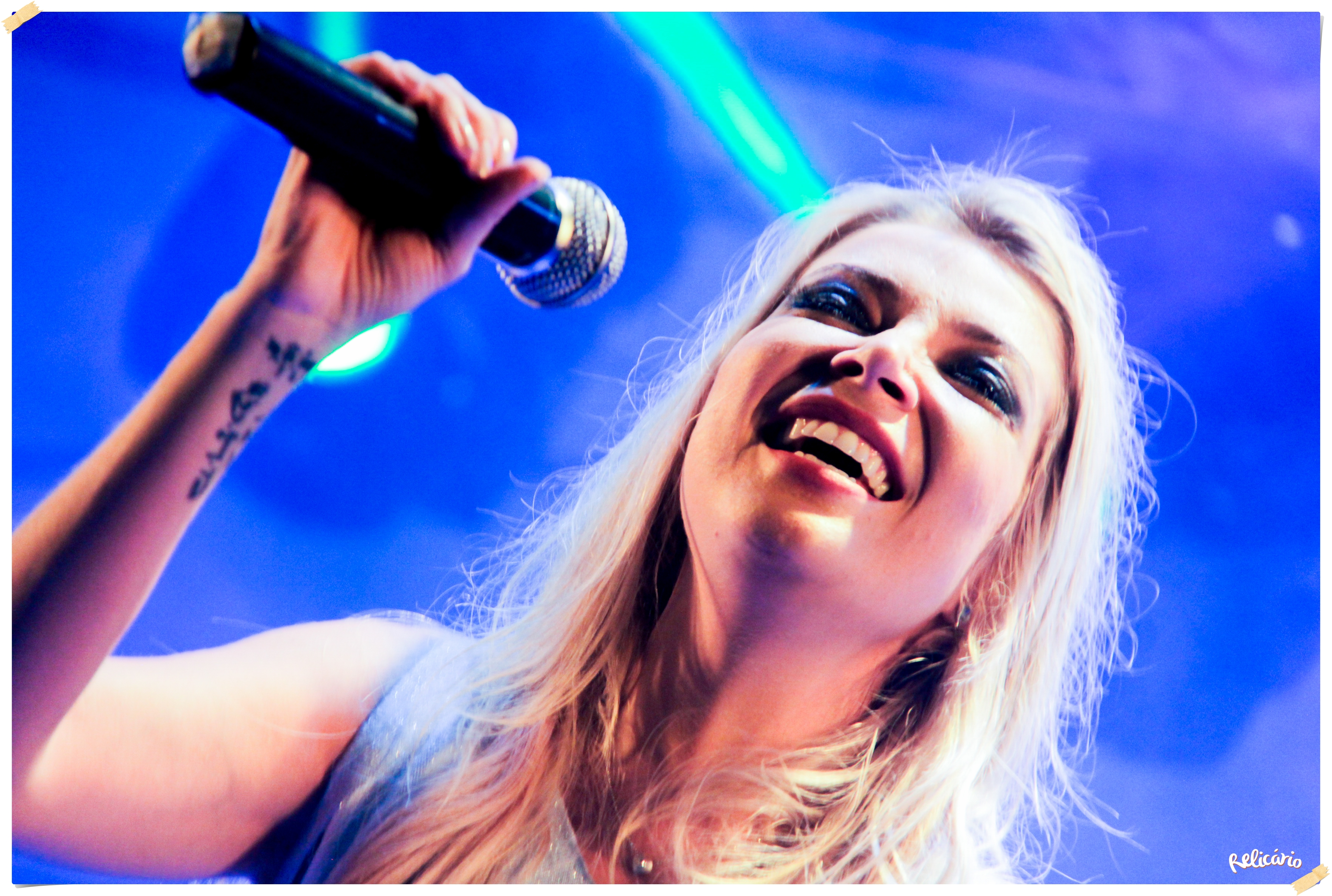
Possi ao vivo em Caçapava (2017)

- Turnê Tudo Que Há de Bom Tour (2004–05)
- Turnê Escuta (2006–07)
- Turnê A Vida é Mesmo Agora (2008)
- Turnê Bons Ventos Sempre Chegam (2009–11)
- Seguir Cantando Tour (2011–13)
- Sobre Amor e o Tempo Tour (2014–15)
- LP Tour (2016–presente)

Promocionais
- Who's Bad: Um Tributo a Michael Jackson (2017)

## Prêmios e indicações
| Ano  | Prêmio                                | Categoria                     | Indicação            | Resultado |
| ---- | ------------------------------------- | ----------------------------- | -------------------- | --------- |
| 2003 | Prêmio Multishow de Música Brasileira | Cantora revelação             | Luiza Possi          | Venceu    |
| 2003 | Troféu Leão Lobo                      | Cantora revelação             | Luiza Possi          | Venceu    |
| 2003 | Melhores do Ano                       | Revelação musical             | Luiza Possi          | Indicado  |
| 2003 | Capricho Awards                       | Cantora revelação             | Luiza Possi          | Venceu    |
| 2003 | Capricho Awards                       | Melhor música                 | "Dias Iguais"        | Indicado  |
| 2004 | Capricho Awards                       | Melhor cantora                | Luiza Possi          | Indicado  |
| 2005 | IV Prêmio Jovem Brasileiro            | Melhor intérprete             | Luiza Possi          | Venceu    |
| 2005 | Capricho Awards                       | Melhor cantora                | Luiza Possi          | Indicado  |
| 2005 | Capricho Awards                       | Melhor música                 | "Tudo Que Há de Bom" | Indicado  |
| 2006 | Prêmio TIM de Música                  | Melhor cantora - voto popular | Luiza Possi          | Venceu    |
| 2006 | Prêmio TIM de Música                  | Melhor cantora                | Luiza Possi          | Venceu    |